# Muratlı
Muratlı ist eine Stadtgemeinde (Belediye) im gleichnamigen Ilçe (Landkreis) der Provinz Tekirdağ und gleichzeitig eine Gemeinde der 2012 geschaffenen Büyüksehir belediyesi Tekirdağ  (Großstadtgemeinde/Metropolprovinz) im europäischen Teil der Türkei (Ostthrakien). Seit der Gebietsreform 2013 ist die Gemeinde flächen- und einwohnermäßig identisch mit dem Landkreis.
Der Landkreis grenzt im Westen an Hayrabolu, im Süd(west)en an Süleymanpaşa sowie im Osten an Ergene und Çorlu. Im Nord(westen) besteht zum Kreis Lüleburgaz (Provinz Kırklareli) eine externe Grenze.
Muratlı liegt an der Bahnstrecke İstanbul Sirkeci–Swilengrad.
Die im Stadtlogo aufgeführte Jahreszahl (1941) dürfte auf das Jahr der Erhebung zur Gemeinde (Belediye) hinweisen.
Bis zu seiner Eigenständigkeit als Kreis war Muratlı ein Nahiye (Unterbezirk) im Kreis (Kaza) Çorlu. Durch das Gesetz Nr. 7033 wurde 1957 der westliche Teil von Çorlu abgespalten (12 Ortschaften oder Mevki).
(Bis) Ende 2012 bestand der Landkreis neben der Kreisstadt aus 16 Dörfern (Köy), die während der Verwaltungsreform 2013 in Mahalle (Stadtviertel, Ortsteile) überführt wurden, so dass deren Anzahl von vier auf 20 stieg. Diesen Mahalle steht ein Muhtar als oberster Beamter vor.
Ende 2020 lebten durchschnittlich 1.495 Menschen in jedem dieser Mahalle, in İstiklal Kurtpınar am meisten (8.187 Einw.).
Der Fußballclub Muratli Belediye Spor wurde 2009 gegründet.

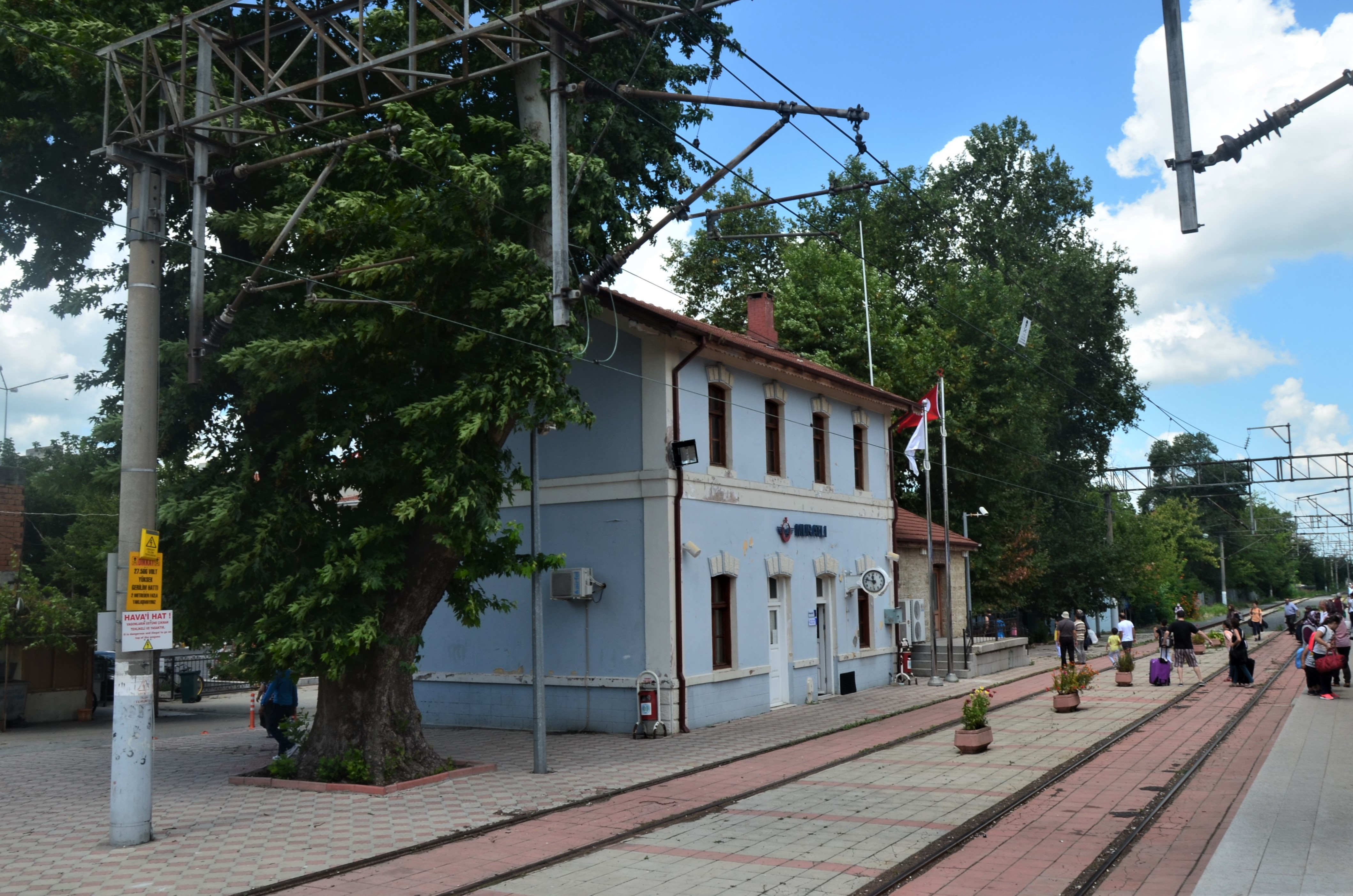
Der Bahnhof von Muratlı

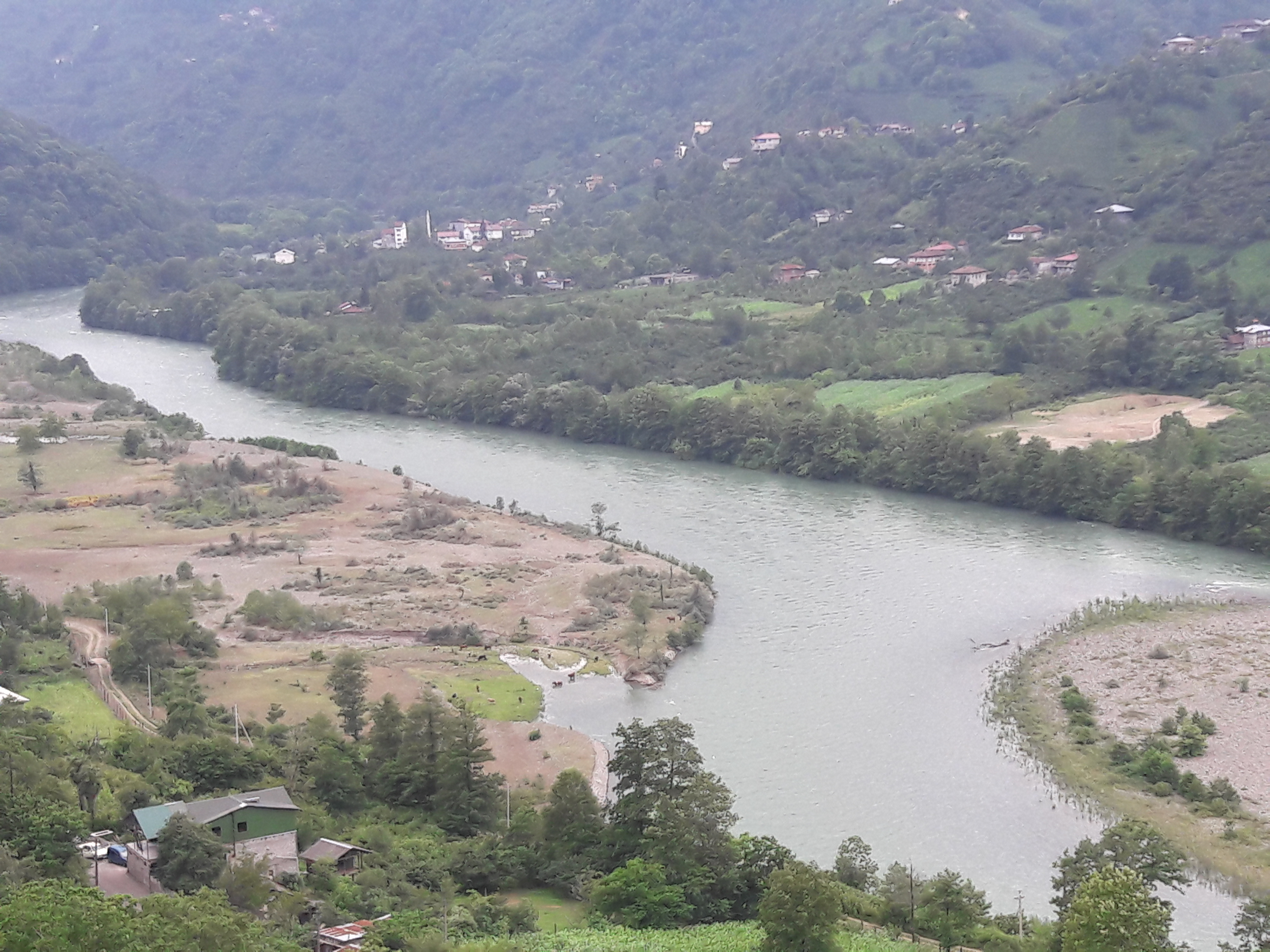
Çoruh und Muratlı